# Kira Curland
Pour les articles homonymes, voir Curland.
Kira Curland née le 8 décembre 2002, est une joueuse allemande de hockey sur gazon.

## Carrière
Elle a été appelée en équipe première en 2022.